# ハンヴィーに関連する作品の一覧

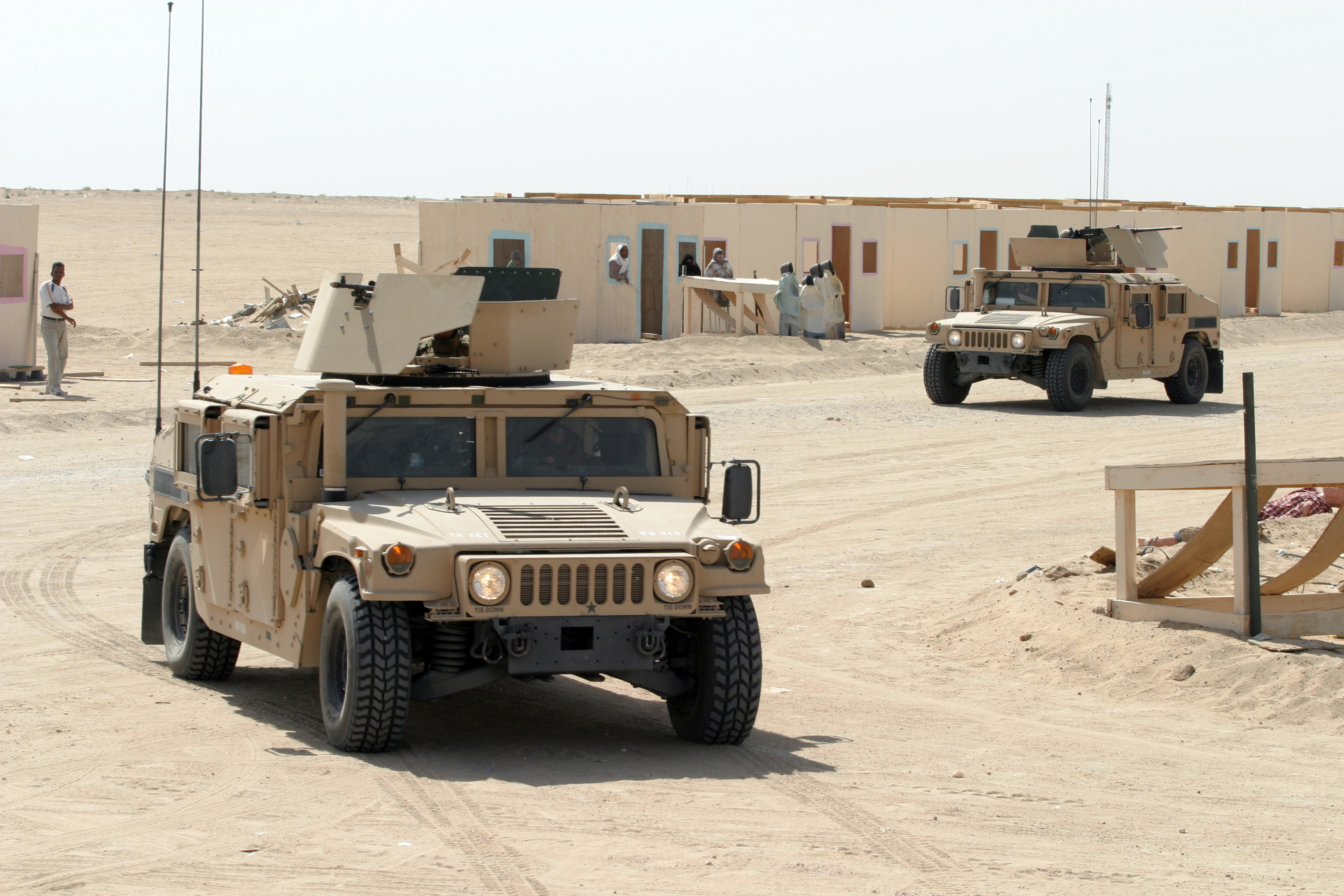
M1151 ハンヴィー

ハンヴィーに関連する作品の一覧（ハンヴィーにかんれんするさくひんのいちらん）は、アメリカ合衆国のAMゼネラル社が開発した高機動多用途装輪車両、通称ハンヴィーに関連する作品の一覧である。
ハンヴィーは、1990年代以降のアメリカ軍を象徴する車両であり、アメリカ軍やアメリカ軍兵士が登場する作品には頻繁に登場している。

## 映画

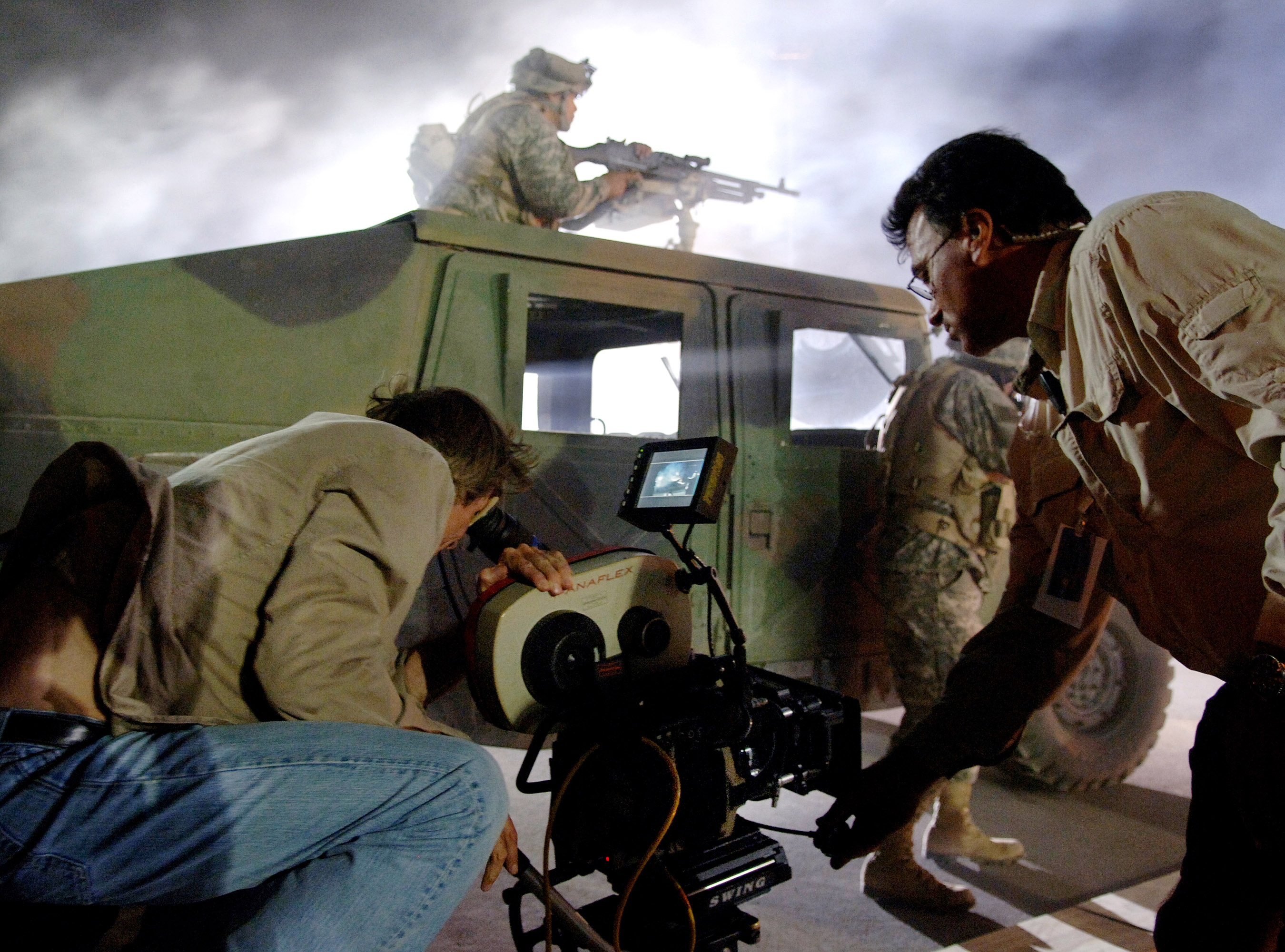
『トランスフォーマー』の撮影

『MW-ムウ-』
在日米軍東京基地（架空）の車両としてM1025が登場。主人公の1人が毒ガス兵器「MW」のサンプルを入手すべく東京基地で起こした立て籠り事件への対応に参加し、協力する警視庁捜査一課の刑事を現場まで輸送する。
『アーミー・オブ・ザ・デッド』
アメリカ軍所属のM1114やM1151などが随所に登場。序盤ではエリア51から「ペイロード」というコールサインの生物を移送するトラックをケイマンとともに護衛する。その後、脱走した「ペイロード」によりラスベガスでゾンビの大発生が起きた際には、市内に複数が展開している。アメリカ軍がラスベガスから撤退した後も、荒廃したラスベガス市内に放置された車両や、市外縁部に設けられた隔離キャンプに停車した車両などが登場する。
『アイ・アム・レジェンド』
ニューヨーク市封鎖の際に、避難民を誘導する州兵が使用。
『アパッチ』
AH-64 アパッチのパイロット候補生である主人公が、利目の矯正を行うため片目を隠して操縦する。
『アベンジャーズ』
S.H.I.E.L.D.の車両として登場。終盤では州兵がM2重機関銃搭載型とMk.19自動擲弾銃搭載型を使用する。
『アメリカン・スナイパー』
陸軍と海兵隊の車両として登場。クリス・カイルも移動手段として使っている。
『インセプション』
夢の第三階層で、潜在意識の勢力としてタイヤを雪山用のキャタピラに換装したハンヴィー（形式不明）が登場。M2重機関銃を搭載して主人公ドム・コブらを追跡・攻撃するが、サイトーらが病院に侵入すると、追跡を諦め第三階層の最初の方に出てきた武装集団の基地へ帰路へ着く｡
『宇宙戦争』
丘での戦闘時にBGM-71 TOW対戦車ミサイル搭載型とM2重機関銃搭載型が登場。数十両がトライポッドと交戦するが、トライポッドのシールドによりダメージを与えられずに全滅する。
『ウルヴァリン:X-MEN ZERO』
オートバイで逃走するウルヴァリンを2両のハンヴィーが追跡するが、2両ともウルヴァリンによって破壊される。
『ウルトラマンティガ&ウルトラマンダイナ 光の星の戦士たち』
TPC警務局の車両としてハマーH1が登場。モネラ星人の襲来予告を受け、K3地区で警戒に当たる。
『踊る大捜査線 THE MOVIE 2 レインボーブリッジを封鎖せよ!』
警視庁SATの車両としてハマーH1が登場。客船「ふじ丸」で行われた公開オペレーション訓練の際や、レインボーブリッジ上で犯人グループを確保する際に、指揮車として現場に展開する。
『ガメラ2 レギオン襲来』
陸上自衛隊の車両として登場。レギオンの侵攻を阻止すべく出動した部隊に含まれており、埼玉・群馬県境に設けられた最終防衛ライン付近に配置されている。
『銀魂2 掟は破るためにこそある』
鬼兵隊の車両として登場。真選組局長を乗せた列車への襲撃に参加する。
『クローバーフィールド/HAKAISHA』
米陸軍所属のM2重機関銃を搭載したM1025が登場。ニューヨークで市民の避難誘導を行うほか、救急車モデルも登場する。
『劇場版 仮面ライダーカブト GOD SPEED LOVE』
ZECTの車両としてハマーH1が登場。ネオZECTによる襲撃を待ち伏せるべく、ZECT本部内に配置されている。
『ゴジラシリーズ』
『GODZILLA』
ゴジラを迎撃する米陸軍が使用。摩天楼が立ち並ぶニューヨーク市街を疾走するゴジラを追撃する。
『ゴジラ×メカゴジラ』
特生自衛隊八王子駐屯地（架空）内に駐車されている。
『GODZILLA ゴジラ』
M2重機関銃を搭載した米陸軍の車両が作中の随所に登場する。また、雀路羅市内を警備する検疫警察もM1038を使用しているが、ボンネットの形状が高機動車風に改造されている。こちらは拘束した主人公とその父を荷台に搭乗させている。
『ゴジラ キング・オブ・モンスターズ』
米軍の車両がアリゾナ州の油田を走行しており、直後に地中から巨大生物が出現する。また、エコテロリストも数両所有しており、彼らに協力していたエマ・ラッセル博士が1両を奪い、ゴジラとキングギドラが激突するボストン市街へ向かっている。
『ゴジラvsコング』
怪獣研究機関「モナーク」の車両として登場。ゴジラの襲撃を受けたペンサコーラにて、エイペックス社アメリカ本部の警護や避難民の救護に当たっている他、ゴジラとコングが戦いを繰り広げる香港にも展開する。
『ゴジラxコング 新たなる帝国』
モナークの車両として登場。地下空洞世界に設けられた第1前進基地に配置されている他、所在する核施設がゴジラの襲撃を受けたモンタニャックに展開する地上チームも用いている。

『シビル・ウォー アメリカ最後の日』
内戦が勃発したアメリカ合衆国にて、政府側から離反したカルフォルニア・テキサス州の連合軍「Westan Force(西部勢力、またはWF)」の戦力として各型が多数登場。終盤のワシントンD.C.での戦いにおいては、歩兵の盾となって銃撃を防いだり、搭載するM2重機関銃で掃射を行うなど活躍を見せるが、一部は政府軍側の対戦車兵器により撃破されている。ホワイトハウスから大統領専用車「ビースト」が逃走を図った際は、体当たりすることで足止めし、数台でビーストを包囲した。
『ジュラシック・ワールド』
インジェン社のセキュリティ部門（ACU）のエージェントが使用する車両としてM1025が登場し、揚陸艇に搭載されてイスラ・ヌブラル島まで輸送される。
『スーサイド・スクワッド』
米陸軍の車両が登場。ミッドウェイ・シティに現れたインキュバスに対処するために出動するも、大半は破壊される。
『制服サバイガールII』
日本政府の特殊機関の車両としてハマーH1が登場。寄生した宿主をゾンビ化させる植物に冒された患者を収容中の病院に配置されており、病院からの脱走を図る主人公が荷台に身を隠す。
『世界侵略: ロサンゼルス決戦』
アメリカ軍の車両が作中随所に登場するほか、主人公らを乗せたLAV-25歩兵戦闘車とともに侵略軍のバリケードを突破するシーンでM1044が使用される。
『戦火の勇気』
主人公のナサニエル・サーリング中佐の移動用にM1043が使用される。
『宣戦布告』
陸上自衛隊第14普通科連隊の車両としてハマーH1が登場。敦賀半島に北東人民共和国のゲリラが潜伏したことを受けて出動する。
『ゾンビランド:ダブルタップ』
廃車同然かつ、窓に手形の付けられた状態で放棄されており、主人公らの乗った車がそばを通過する。
『ターミネーター:ニュー・フェイト』
主人公らがC-5輸送機から脱出する際に搭乗する。
『デイ・アフター・トゥモロー』
メキシコに作られたアメリカ難民キャンプ内の移動用にM1038が登場する。
『ディープロジック』
警視庁SATの車両として登場。首都圏で連続爆破テロを起こした国際テロ組織「アタッカーズ」への対処に用いられ、逮捕されたアタッカーズの指導者UDAを連行する。その後は、防衛衛星「DSP衛星」からのミサイル発射を阻止すべく、陸上自衛隊烏丸駐屯地（架空）へ向かう隊員らを輸送する。
『デスカッパ』
陸上自衛隊の車両として登場。大都市に出現した怪獣ハンギョラス迎撃に向かう部隊の一翼を担う。
『デモリションマン』
映画序盤、1996年の荒廃したロサンゼルスにおいて、ロサンゼルス市警察のパトカーとして登場。パトカー仕様のハンヴィーが通り過ぎる脇に、破壊された通常のパトカーが放置されている。
『トランスフォーマーシリーズ』
『トランスフォーマー』
カタールの基地に来襲したブラックアウトを機関銃で攻撃するが、返り討ちに遭って全滅する。
『トランスフォーマー/リベンジ』
米軍の車両が登場。ギャロウェイの命令でオートボット達を包囲する。
『トランスフォーマー/ロストエイジ』
米軍の車両が登場。戦闘終了後のシカゴに展開している。
『トランスフォーマー/最後の騎士王』
対トランスフォーマー部隊「TRF」の車両として登場する。

『ネギマン』
第4話に陸上自衛隊の車両として登場。松江市へのネギマン出現を受け連隊司令部を乗車させて出動するが、国道9号上で渋滞に巻き込まれ立往生してしまう。
『ハート・ロッカー』
イラク駐留米陸軍が使用。
『バイオハザードIV アフターライフ』
アンブレラ社に保管されているが、劇中では使用されない。
『ブラックホーク・ダウン』
強襲作戦の際、米陸軍第75レンジャー連隊の陸上移動手段兼、身柄を確保したアイディード派幹部の移送車としてM2重機関銃やM60機関銃を搭載したM1044が登場。戦闘の激化に伴い、傷ついた兵士達を乗せて敵民兵のひしめくモガディシュの街を迷走することになる。戦車よりも薄い装甲が災いして、民兵のRPG-7はおろか小銃の銃弾ですら車体が損傷し、多くの搭乗者が死傷する。
『ホワイトハウス・ダウン』
M2重機関銃を搭載した米陸軍の車両が登場し、テロリストによって占拠されたホワイトハウスの前に展開する。
『マン・オブ・スティール』
序盤、カナダ陸軍の車両が登場するほか、米陸軍の車両がスーパーマンの捕縛と彼をゾッド将軍に引き渡す際に登場する。
『ミスト』
序盤と終盤に米陸軍のM1025とM1035が登場。
『ムーンフォール』
アメリカ軍のM998とM1025が登場。M1025は、退役していたスペースシャトル「エンデバー号」を博物館からヴァンデンバーグ宇宙軍基地まで移送する際に護衛を務める。M998は、ソニー・ハーパーらがコロラドの地下シェルターに向かう際の移動手段として登場する。
『モンスターズ/地球外生命体』
アメリカ軍の車両が登場。地球外生命体の増殖により隔離された地域で活動しており、作品終盤にもパトロール中の車両が主人公らを救助する。
『モンスターハンター』
アフガニスタンにおける国連の共同治安活動で用いられている装備として登場。特殊部隊の車両がポータルを介して「新世界」へと迷い込み、うち主人公らが搭乗する車両はディアブロスと遭遇し交戦するが、車載火器のM134は通じず、横転の後に放棄される。その後、ポータルから「我々の世界」側へ出現したリオレウスの迎撃に当たる部隊にも含まれているが、火球攻撃によって全滅する。
『ランペイジ 巨獣大乱闘』
アメリカ軍の車両が登場。シカゴで暴れる3匹の巨獣に対処すべく多数が出動し、搭載したM2重機関銃などで攻撃を加えるが、何台かが投げ飛ばされたり押し潰されたりしている。
『ランボー/最後の戦場』
ミャンマー陸軍が装備するM2重機関銃搭載のハンヴィーが登場。戦闘中にジョン・ランボーが鹵獲し、押し寄せる同軍の軽歩兵部隊に機銃掃射する。なお、M2は実際のミャンマー軍が保有していると考えられているが、ハンヴィーを装備しているか否かは不明である。
『ワールド・ウォーZ』
陸軍州兵とイスラエル軍のM2重機関銃搭載型とMk.19自動擲弾銃搭載型が登場する。

## テレビドラマ・オリジナルビデオ
『24 -TWENTY FOUR-』
シーズン5で軍がロサンゼルスを閉鎖した際、ブローニングM2重機関銃搭載型が銀行前で戦闘を行っていたテロリストを殲滅するため各所に登場。シーズン6では、バレンシアでスーツケース核爆弾が爆発した際、危険区域の閉鎖で登場。また、シーズン2や4では民間モデルのハマーもCTUの車両として登場する。
『THE LAST OF US』
後述する原作ゲームと同じく、米陸軍とFEDRA（フェドラ：連邦災害対応管理庁）の車両として登場。パンデミック発生直後にハイウェイ周辺を封鎖した米陸軍部隊が装備していたほか、本編となるパンデミック発生20年後の世界ではFEDRAの車両として複数登場する。カンザスシティの反乱グループもFEDRAから強奪したものを数台運用している。また、第4話ではハイウェイの脇にてM1エイブラムス戦車とともに複数が放棄されており、第9話でもソルトレイクシティの放棄された仮設診療所に米陸軍のものが数台放棄されていた。
『ヴィジュアル・バンディッツ』
間久部瞬映像事務所の社用車としてミリタリー風に改造されたハマーH1（チームマクベ・ハマー）が登場。主人公ら「チーム・マクベ」の移動手段として全編に渡って活躍する。撮影には実車のほかにミニチュアも使用されている。
『ウルトラシリーズ』
『ウルトラマンパワード』
W.I.N.R.の車両として、ハマーH1を原型とした架空の地上攻撃車「ローバー」が登場。全編に渡ってW.I.N.R.隊員の移動や戦闘などに用いられる。
『セブンガーファイト』
ストレイジが用いる指揮車として、第8話・第10話にハマーH1をモンスタートラック化した架空の汎用高機動車「ストウラー」が登場。怪獣の凍結作戦が進むスフラン島にて、アクマニヤ星人が操る怪獣たちと戦うセブンガーをサポートする。

『仮面ライダーカブト』
ZECTの車両として、第1話から第48話までのほぼ全編に渡ってハマーH1が登場。主にゼクトルーパーの輸送に用いられる。
『君と世界が終わる日に』
陸上自衛隊横須賀駐屯地（架空）所属車両として第2話より登場。駐屯地内に駐車している。
『ジェネレーション・キル』
主人公たちが、クウェートからバグダッドまでの侵攻作戦（OIF1）で終始使用する。
『トーチウッド 人類不滅の日』
アメリカ陸軍が使用。
『フィアー・ザ・ウォーキング・デッド』
ロサンゼルス市に展開した州兵の車両がシーズン1より登場。
『ぼくらの勇気 未満都市』
第2話に陸上自衛隊の車両として登場。T幕原型の汚染により封鎖された千葉県幕原地区へと対策本部長が赴く際に乗車する。

## アニメ・漫画
『ARIEL VISUAL SCEBAI最大の危機』
SCEBAI（国立重科学研究所）の所内で用いられている。
『GAMERA -Rebirth-』
第1話・第2話に登場。第1話・第2話にてユースタス財団の職員がM998を福生市内での移動手段として用いる他、第2話では在日米軍のM1151が福生市内の下水道に潜伏したジャイガーの調査や市民の避難誘導、巨大化し地上に現れたジャイガーへの攻撃などに参加する。
『アルドノアゼロ』
地球連合軍の車両として登場。
『ガールズ&パンツァー 劇場版』
戦車道のエキシビションマッチが行われている大洗町内の立体駐車場に駐車されている。
『学園黙示録 HIGHSCHOOL OF THE DEAD』
南リカの自家用車として登場。南の自宅を訪れた小室孝ら主人公一行の7人が入手し、主な移動手段として使用する。元が軍用車なためか、アニメ版ではEMP対策まで施されている。
『クレヨンしんちゃん 爆発!温泉わくわく大決戦』
温泉Gメンが「彩の湯」に用意していた車両として登場。外観は軍用仕様のハンヴィーだが、内装は民生仕様のハマーになっている。
『ゴルゴ13』
アニメ版21話に登場。リングマウント方式でM2重機関銃を搭載して登場し、ガリンペイロと治安当局を壊滅させる。
『続・戦国自衛隊』
戦国時代にタイムスリップしたアメリカ海兵隊の装備として登場。多数の車両が配備されており、Mk19 自動擲弾銃やBGM-71 TOW対戦車ミサイルを搭載して、戦国武者たちを迎撃する。また、同様にタイムスリップした自衛隊も「関ヶ原の戦い」の際に1両を鹵獲し、戦線から離脱するために使用する。
『日本沈没』
一色登希彦の漫画版の12巻に登場。山梨県内の難民キャンプに停車しているほか、避難者をピストン輸送する車列の中に確認できる。
『バイオハザードシリーズ』
『バイオハザード: ヴェンデッタ』
BSAAの車両として登場。クリス・レッドフィールドらが、大規模なバイオテロが行われたニューヨーク市内の移動に使用する。ただし、後述するゲーム作品『バイオハザード5』『バイオハザード6』に登場するものと同じく外観が若干異なっており、ハンヴィーではない可能性もある。ノベライズ版では「ハンヴィー」と明記されている。
『バイオハザード デスアイランド』
テロリストの車両として登場。アルカトラズ島地下の武器庫に置かれており、クリス・レッドフィールドとレオン・S・ケネディが乗り込み、B.O.W.「ディロン」をブローニングM2重機関銃で攻撃しつつプラズマライフルの前へと誘引する。その後横転して大破するが、走行可能だったため、逃げようとした「ディロン」を追撃した。上記『ヴェンデッタ』などと異なり、本来のデザインのハンヴィーとして描かれている。
『魔法少女特殊戦あすか』
米軍と国連の車両として登場。異世界貿易会議が行われる自衛隊那覇駐屯地に、アメリカ側警備要員である米軍のミア・サイラスと、国連魔術安保理監視団オブザーバーとして派遣されたロシア軍のタマラ・ヴォルコワを運ぶ。また、ウクライナに派遣された米軍特殊魔法戦即応部隊（MORG）が移動手段として使用している。
『ヨルムンガンド』
旭日第6部隊が使用する他、湾岸戦争の回想シーンでワイリとレームらデルタフォースの移動用車両として登場する。
『老後に備えて異世界で8万枚の金貨を貯めます』
地球の傭兵団「ウルフファング」の主力車両として登場した。

## 小説
『Twelve Y. O.』
辺野古弾薬庫にて多数登場。
『WORLD WAR Z』
アメリカ陸軍の車両が登場。ヨンカーズの戦いに多数が投入されており、ブローニングM2重機関銃、Mk19自動擲弾銃、ミサイル、ワシリョーク新型重迫撃砲などでゾンビの大群を攻撃する。戦闘には参加しなかったものの、ハンヴィーにスティンガーを搭載したアベンジャーシステムも投入されている。ヨンカーズの戦いの後、戦車や歩兵戦闘車がゾンビ戦争での費用対効果の低さから退役させられ、歩兵主体となった「新陸軍」でもM1117装甲警備車とともに現役に留まっている。
『あそびにいくヨ!』
アメリカ陸軍の車両が登場。第1巻では嘉手納基地に配備されており、第4巻ではNATOの観戦武官としてロシアに赴いたホイットマン少佐が乗車している。
『アフリカン・ゲーム・カートリッジズ』
深見真の小説。国家特別銃取締局（GEA）の重装警ら隊の車両として登場。
『ソードアート・オンライン』
ファントム・バレット編のGGO予選リーグにてシノンの対戦相手が使用。
『ソードアート・オンライン オルタナティブ ガンゲイル・オンライン』
SJ2においてMMTMがログハウスに乗り込むのに使用する。また、MMTM全滅後ピトフーイがレンを追うためにも使用される。なお、M2重機関銃は外されている。
『バニラ A sweet partner』
主人公の女子高生、海棠ケイと梔ナオの2人が警察から逃走する際、偶然居合わせたハマーH1を運転手を脅迫する形で強奪し、警察との逃走劇に使用する。原型が軍用車ということもあり、進路を塞いだパトカーを弾き飛ばす等の活躍を見せたほか、フロントガラスが左右で区切られているため、片方のフロントガラスを割りそこから射撃を行えるようにされた。

## ゲーム
『ARMA 2』
プレイヤーが操作可能。M2重機関銃やMk19 自動擲弾銃搭載型をはじめ、数多くのバリエーションが用意されている。
『Just Cause』
「MV」という名称でM1025が登場する。重機関銃を搭載した武装型と非武装型が登場する。
『Just Cause 2』
非武装でドアなしの「MV Command」、非武装でドアありの「MV V880」、防盾付きのM249 SPW軽機関銃を搭載した「MV Quartermaster」の3種類が登場する。
『Operation Flashpointシリーズ』
『OFP:CWC』
アメリカ軍陣営で使用可能な四輪駆動車として登場する。
『OFP:DR』
アメリカ海兵隊陣営でM1025を使用可能。武装はM2重機関銃かMk.19 グレネードランチャー。
『The Last of Us』
米陸軍の車両として登場。M2重機関銃を搭載している車両も登場するほか、ピッツバーグのハンターらも軍から強奪したものを使用している。作中では装甲車とも呼称される。続編『The Last of Us Part II』、フルリメイク版『The Last of Us Part I』にも登場しているが、両作ともデザインが変更されており、ハンヴィーをモデルとした架空車両のような風体になっている。
『Wargame Red Dragon』
NATO陣営のアメリカ軍デッキで使用可能な車両として迷彩を施したM966・M998・M1025が登場する。武装はM966がTOW 2対戦車ミサイル、M998がM2重機関銃、M1025がM2重機関銃・M134 ミニガン・Mk.19 グレネードランチャーの3種類。
『WarRock』
中規模や大規模のマップに置いてあることが多い。M2重機関銃・BGM-71 TOW対戦車ミサイル・キューポラ増設の3つのバージョンがある。
『World in Conflict』
アメリカ軍の兵員輸送車として登場。主に指揮官クラスが移動する際に使われる。修理機能を備え、損傷ユニットの修理を行える。プレイヤーも使用できる。武装は重機関銃のみ。
『グランド・セフト・オートシリーズ』
『GTAIII』以降の作品に「PATRIOT」の名称で登場。主に作中の軍隊が使用するが、正確にはハンヴィーではなく民生仕様のハマーである（『GTAIII』以降はハマーH1、『GTAIV』ではハマーH2）。
『ゴーストリコン アドバンスウォーファイター2』
プレイヤーの送迎用として登場。
『コール オブ デューティシリーズ』
『CoD4』
M1026が登場し、マルチプレイの一部マップやSASの訓練施設の駐車場にオブジェクトとして置いてある。
『CoD:MW2』
アメリカ陸軍第75レンジャー連隊の車両としてM1026が登場。M134を搭載したタイプも登場する。
『CoD:MW3』
米軍の車両としてM1026が登場。パリで重要人物とデルタフォースを脱出させるために登場する。
『CoD:BO2』
パナマ侵攻を元にしたミッションでM1026が登場する。
『CoD:G』
マルチプレイの一部マップにオブジェクトとしてM1026が置いてある。
『大戦略シリーズ』
主に米軍の基本装備として登場。通常型および装甲強化型が偵察車ユニット、TOW搭載型および無反動砲搭載型が対戦車車両ユニットとして使用できる。
『バイオハザードシリーズ』
『バイオハザード5』
作戦車両として登場。この車両を使用するステージも存在するが、ほとんどが破壊される（外観が少し異なるのでハンヴィーとは別の車両との意見もある）。
『バイオハザード6』
前作と同じくB.S.A.A.仕様のハンヴィーとして登場。
クリス編にて多く登場するが、レオン編にて助手席に乗り移動するシーンなどがある。ただし、前作と同じくハンヴィーではないという意見もある。
『バトルフィールドシリーズ』
『BF1942』
湾岸戦争を題材にしたMOD「Desert Combat」でアメリカ陣営に配備され、多彩な武装が搭載されている。イラク陣営のカウンターパートはBRDM-2やテクニカル。
『BF2』
USMC・EU・SASの輸送車両として登場する。武装は防盾付きのM2重機関銃かTOW対戦車ミサイル。
『BF2MC』
USMCの輸送車両としてM998が登場する。武装は防盾付きのM2重機関銃のみ。
『BFBC』
米軍の輸送車両として登場する。
『BFBC2』
キャンペーン、マルチプレイの一部のマップで米軍が使用する。XM312重機関銃搭載型とTOW対戦車ミサイル搭載型がある。
『BF3』
キャンペーン・マルチプレイ・COOPにてM1114が登場。武装はM2重機関銃を装備したCROWSのみ。
『マーセナリーズ』
国連軍と韓国軍が使用する車両としてM1025が登場する。韓国軍はそれに加えてTOWを搭載したM966も使用する。民生仕様のハマーH3も登場する。
『マーセナリーズ2 ワールド イン フレームス』
国連軍が使用する車両として「メッセンジャー」の名称で登場する。M2重機関銃搭載型・Mk.19 グレネードランチャー搭載型・TOW対戦車ミサイル搭載型の3種類が登場する。
『エースコンバットシリーズ』
『エースコンバット5』
オーシア国防軍がサンド島空軍基地に配備している。
『エースコンバットZERO』
ウスティオ共和国のヴァレー空軍基地に配備されている。
『エースコンバット7』
オーシア国防陸軍が、M1151やアベンジャーシステム搭載型を運用している。ただし、ヘッドライトなどのデザインが異なる。